# 土岐為頼
土岐 為頼（とき ためより、? - 天正11年4月27日（1583年6月17日））は、戦国時代から安土桃山時代にかけての武将。上総国の国人領主。夷隅郡伊南荘万喜城城主。土岐頼定（頼房の子）の子で、土岐頼春（義成）、土岐頼実（為実）、里見義堯室の父。万喜為頼、万喜少弼などの異名を持つ。

## 概要
弾正少弼を称して当初は安房里見氏に従い、里見義堯の後室に自分の娘を入れ、また斎藤道三に領国を追われた土岐宗家の美濃守護土岐頼芸を江戸崎城の土岐治頼より受け入れるなど大きな勢力を有していたが、第二次国府台合戦での安房里見氏の敗北後は北条氏に寝返り、その後は一貫して北条氏に従って里見氏と戦った。天正7年（1579年）には息子・義成に家督を譲っていた事が知られている（高野山西門院所蔵『上総国諸侯大夫過去帳』）。晩年は慶含（もしくは慶岸）と号した。
没年には諸説（永禄11年4月23日・天正4年3月18日・天正11年4月27日）あるが、土岐氏の家臣である中継氏が土岐氏の菩提寺である光福寺に「慶含院殿」の後生のために寺領として自領を寄進する旨の天正11年5月23日付寄進状が残されていることから、この寄進の直前である天正11年4月27日に死去したと見られている。
なお、里見義堯の正室になった娘（法号:正蓮）は父親の離反後も義堯の元におり、永禄11年8月1日（1568年8月23日）に55歳で死去している。義堯夫妻と親交のあった日我は彼女を「国母」と称して追善供養を行ったことが知られている（『里見義堯室追善記』）。